# 加沙隧道

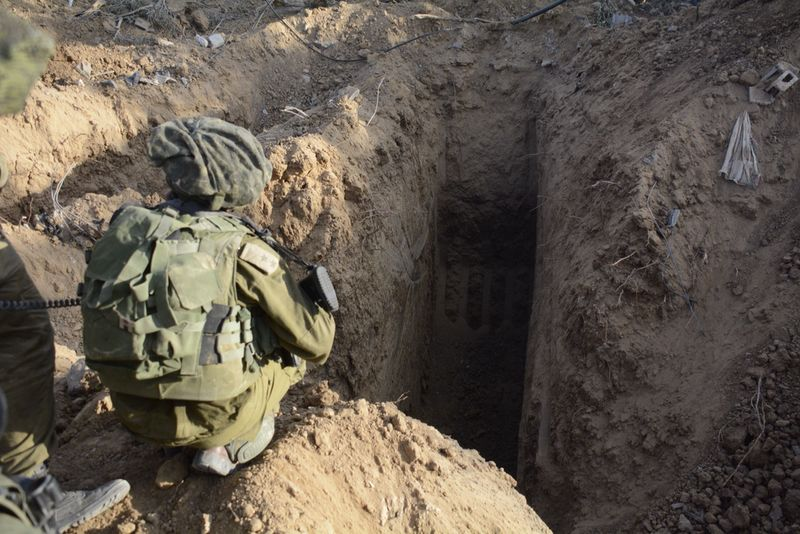
以色列国防军士兵俯瞰加沙隧道

加沙隧道是指加沙地带地下存在的用于走私和战争目的的隧道网络。哈马斯和其他巴勒斯坦武装组织將武器放在加沙隧道中，他們還在加沙隧道聚集和移动、通信、训练、发动进攻、运送人质以及在不被以色列或埃及当局发现的情况下撤退。

## 隧道网络的规模和尺寸
加沙隧道網絡起源於連接加沙地帶和埃及的走私隧道。自1980年代初開始，就有人建造了連接埃及拉法市至加沙地帶的隧道，由於2007年起埃及和以色列對加沙地帶實施經濟封鎖，加沙隧道的規模越來越大。
2014年加沙戰爭期間，以色列發現了100公里長的加沙隧道，而且其中的三分之一位於以色列領土上。2016年，伊斯梅尔·哈尼亚表示，加沙地帶的隧道網絡的規模是纠支地道的兩倍。2021年以巴冲突期間，一些加沙隧道受損後，哈馬斯又建造了數百公里的隧道網絡。

## 用途
当被问及为什么哈马斯在加沙修建了500公里的地道却不为平民修建掩体时，哈马斯高级成员穆薩·阿布·馬祖克回答说地道是用来保护哈马斯战士的，而保护平民是联合国的责任。